# Cornford Amplification
Cornford Amplification war ein englischer Hersteller von handgefertigten Gitarrenverstärkern in Röhrenbauweise. Die Verstärker waren eigene Modelle, welche von Paul Cornford und Martin Kidd (später Victory Amplification) entworfen wurden. Als erster Verstärker kam 1999 der Harlequin auf dem Markt. Cornford Verstärker hatten einen sehr guten Ruf und wurden unter anderem von Guthrie Govan, Dave Kilminster, Richie Kotzen und Richard Fortus benutzt. Nach einem Brand in der Fabrik wurde die Produktion 2013 eingestellt. Die Webseite der Firma ist seit Sommer 2019 nicht mehr erreichbar.

## Verstärkermodelle

### Carrera
Der Carrera ist ein 5-8 W 1x12” Combo (Celestion Vintage 30). Seine Besonderheit ist die Vielzahl der möglichen Endstufenröhren, darunter EL84, EL34, 6L6, 6V6, KT88. Hierfür besitzt der Carrera sowohl Oktal- als auch Noval-Röhrensockel, zwischen denen umgeschaltet werden kann. Neben Regler für Gain, Master und einer übliche 3-Band Klangregelung (Bass, Middle, Treble) sind ein regelbarer Reverb und eine FX-Loop vorhanden.

### Harlequin
Der Harlequin ist ein 6 W 1x12” Combo (Celestion Vintage 30) und vor allem für Aufnahmen im Studio gedacht. Neben Volume und Master bietet er eine Klangregelung mit Bass und Treble, einen Voicing-Schalter für mehr Mitten und zwei Eingänge (Hi und Lo). Das Verstärkerdesign ist reduziert und verwendet nur zwei 12AX7 und eine EL84 Röhre in der Single Ended aufgebauten Endstufe. Durch kombinierte Verzerrung in Vor- und Endstufe liefert er relativ viel Verzerrung.

### Hellcat
Dieses 35 W Topteil besitzt zwei Kanäle: Vintage bietet wenig Gain und ist damit z. B. für Blues geeignet, Modern hat mehr Verzerrung, z. B. für Rock und Metal. Beide Kanäle haben eine gemeinsame 3-Band Klangregelung. Zusätzlich ist Reverb und ein FX Loop mit Röhren Buffer vorhanden. Es werden fünf 12AX7 und vier EL84 Röhren verwendet.

### Hurricane
Ein 20 W 1x12” Combo (Celestion Vintage 30) mit Reverb und FX-Loop. Der Hurricane verwendet vier 12AX7 und zwei EL84 und kann als der große Bruder des Harlequin angesehen werden.

### MK50H
Die Bezeichnung MK50H steht für Martin Kidd, dem Designer dieses 50 W Topteils.
Er hat ein Kanal mit zusätzlichem Overdrive, 5-Band Klangregelung (Bass, Middle, Treble, Presence, Resonance) und zwei Master, die (wie der Overdrive) per Fußschalter umschaltbar sind. Die FX-Loop ist mit Röhren gebuffert, insgesamt finden vier 12AX7 und zwei 6L6 Verwendung. Dieser Verstärker wurde von Guitar Magazine zum „Amp of the Year 2000“ gekürt.

### MK50H II
Die zweite Version des MK50H war wieder ein 50 W Topteil, nun aber mit zwei Kanälen (Clean und Overdrive) mit jeweils eigener 3-Band Klangregelung. Der schaltbare Overdrive wirkt auf den Overdrive Channel, die zwei Master sind für beide Kanäle nutzbar. Gemeinsames Regler für Presence und Resonance erweitern die Klangregelung. Zusätzlich sind zwei FX-Loops vorhanden, welche entweder manuell per Fußschalter umgeschaltet oder mit FX-Loop auto assign jeweils einem Kanal zugeordnet werden. Diese Version erhielt von Guitarist Magazine „5 von 5 Sternen“ und die "Guitarists Gold " Auszeichnung.

### RK100
Das RK steht für Richie Kotzen und dieses 100 W Topteil war sein Signature Amp. Der Verstärker hat einen Kanal mit mittelstarker Verzerrung, 4-Band Klangregelung und einem zuschaltbaren Boost. In der Endstufe finden vier EL34 Verwendung.

### Roadhouse 30 / 50
Der Roadhouse ist in 30 oder 50 W als Topteil oder Combo erhältlich. Der Combo-Verstärker hat einen (30 W) oder zwei (50 W) Celestion Vintage 30 Lautsprecher. Es ist ein Einkanaler mit zusätzlichem regelbaren Boost, 3-Band Klangregelung und FX-Loop. Aufgebaut ist er mit PCB statt den sonst bei Cornford üblichen Lötleisten. Verwendet werden drei 12AX7 und zwei EL34.

## Sonstige Produkte
Passend zu den Topteilen stellte Cornford auch Boxen im Format 1 × 12", 2 × 12" und 4 × 12" her.